# Summer Yeo
Summer Yeo est une joueuse canadienne de rugby à XV, née le 1er novembre 1979, de 1,78 m pour 98 kg, occupant le poste de pilier ou de deuxième ligne aux Edmonton Rockers/University of Alberta.
Elle est étudiante.

## Palmarès
(au 30.08.2006)
- 8 sélections en Équipe du Canada de rugby à XV féminin depuis 2005
- participation à la Coupe du monde féminine de rugby à XV 2006: 4e place.